# Teekenschool (Roermond)
De Teekenschool is een voormalige school te Roermond. De school was nauw verbonden met de architect Pierre Cuypers die veel functies bekleedde binnen de onderwijsinstelling.

## Achtergrond

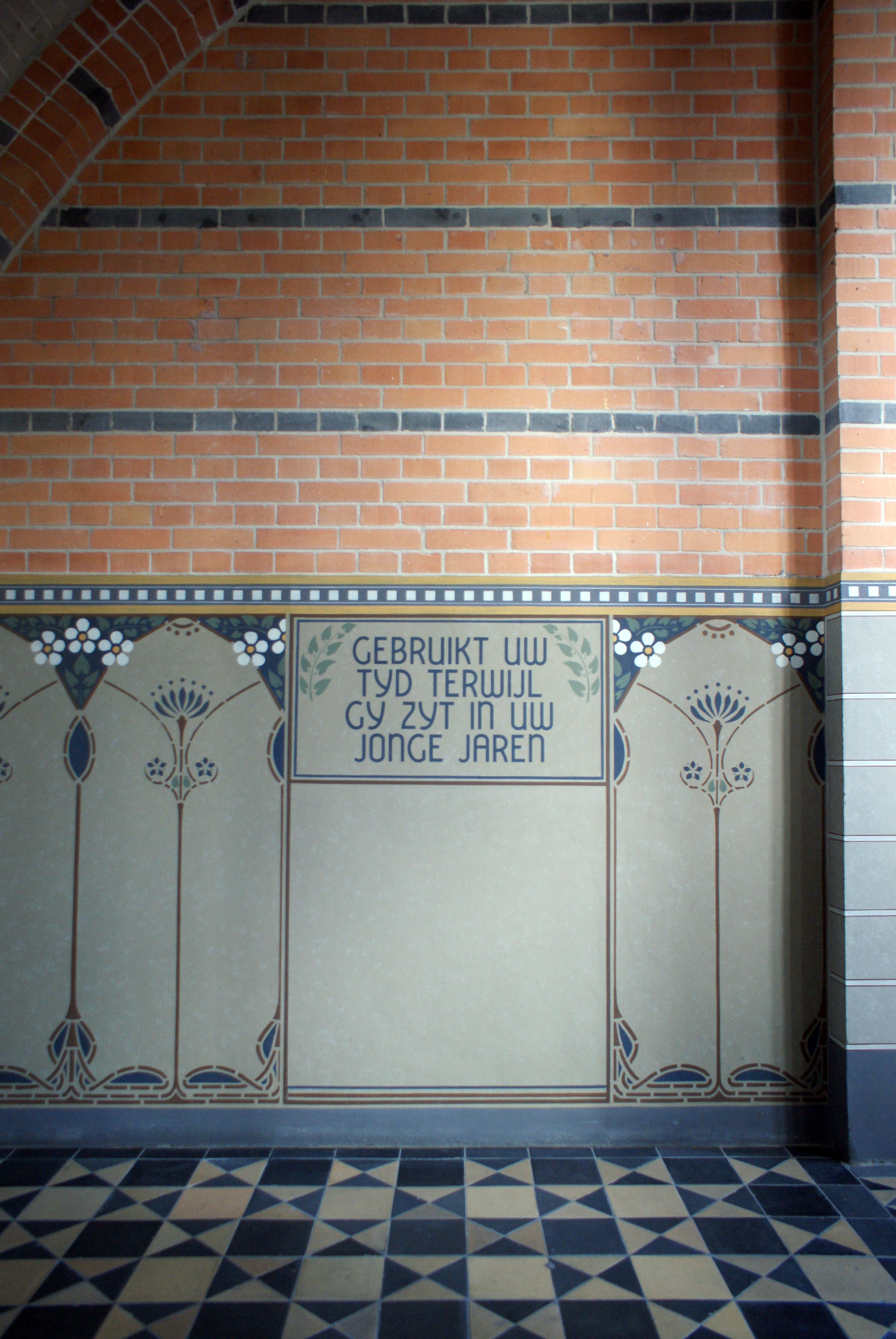
Tekenschool interieur

Na 1850 groeide de kunstsector in Roermond uit tot een economisch belangrijke bedrijfstak. De stad telde veel ateliers waar architecten, beeldhouwers, schilders, glazeniers en ornament-makers werkten. Architect Pierre Cuypers en Frans Nicolas waren in deze periode de belangrijkste werkgevers van de stad. Al in 1852 kende Roermond een Teekenschool met 90 leerlingen. In 1878 bedroeg het aantal leerlingen aan de Teekenschool voor nuttige en beeldende kunsten 114 en in 1895 het aantal van 215. Er werd les gegeven in:
- Handtekenen
- Lijntekenen
- Schilderen
- Bouwkundig tekenen
- Boetseren
- Kunstgeschiedenis
- Ontleedkunde
- Doorzichtkunde

In 1895 werd een pand voor de Gemeentelijke Teekenschool betrokken aan de Lindanusstraat in Roermond en in 1904 werd besloten om een nieuw pand voor de Teekenschool voor nuttige en beeldende kunsten te bouwen aan de Godsweerdersingel. In 1925 Fuseerde de Teekenschool met de naastgelegen Ambachstsschool. In 1962 ging de Ambachts en Teekenschool op in de R.K. Scholengemeenschap Dr. Cuypers. De opleidingen van de Teekenschool werden voortgezet in de Bouwkunde opleiding van de nieuwe onderwijsinstelling.

## Gebouw
Het monumentale gebouw  aan de Godsweerdersingel stamt uit 1905 en de bouw was onder supervisie van Pierre Cuypers. Het diende voor de opleiding in Nuttige en beeldende kunsten. Onder meer de Roermondse ateliers voor beeldende kerkelijke kunst maakten van deze opleiding gebruik.
Het gebouw heeft een U-vormige plattegrond en toen het in 1908 met een Ambachtsschool werd uitgebreid ontstond een gesloten vijfhoek met ingesloten binnenplein.
In het interieur van het gebouw werd een groot aantal ambachtelijke technieken op het gebied van bouw en metselwerk toegepast. Bezienswaardig is het trappenhuis. Ruitvormige tegeltableaus symboliseren de schone en toegepaste kunsten en leggen verbanden tussen kunst en maatschappij.
In 1990 kreeg het pand een herbestemming en in 1994 werd begonnen met renovatie en verbouwing naar ontwerp van architect Frans van Dun. Hierbij werd een deel van de ambachtsschool geamoveerd.
Het gebouw, dat geklasseerd is als Rijksmonument, is te bezichtigen onder leiding van een gids.

## Bekende leerlingen
- Oscar Leeuw
- Albert Verschuuren
- Charles Vos (beeldhouwer)
- Piet Schoenmakers
- Gerard Mesterom
- Leo Franssen
- Hubert Daniëls
- Eugène Lücker
- Mathieu Boessen
- Jan Habex (Belgisch landschapsschilder)

## Fotogalerij

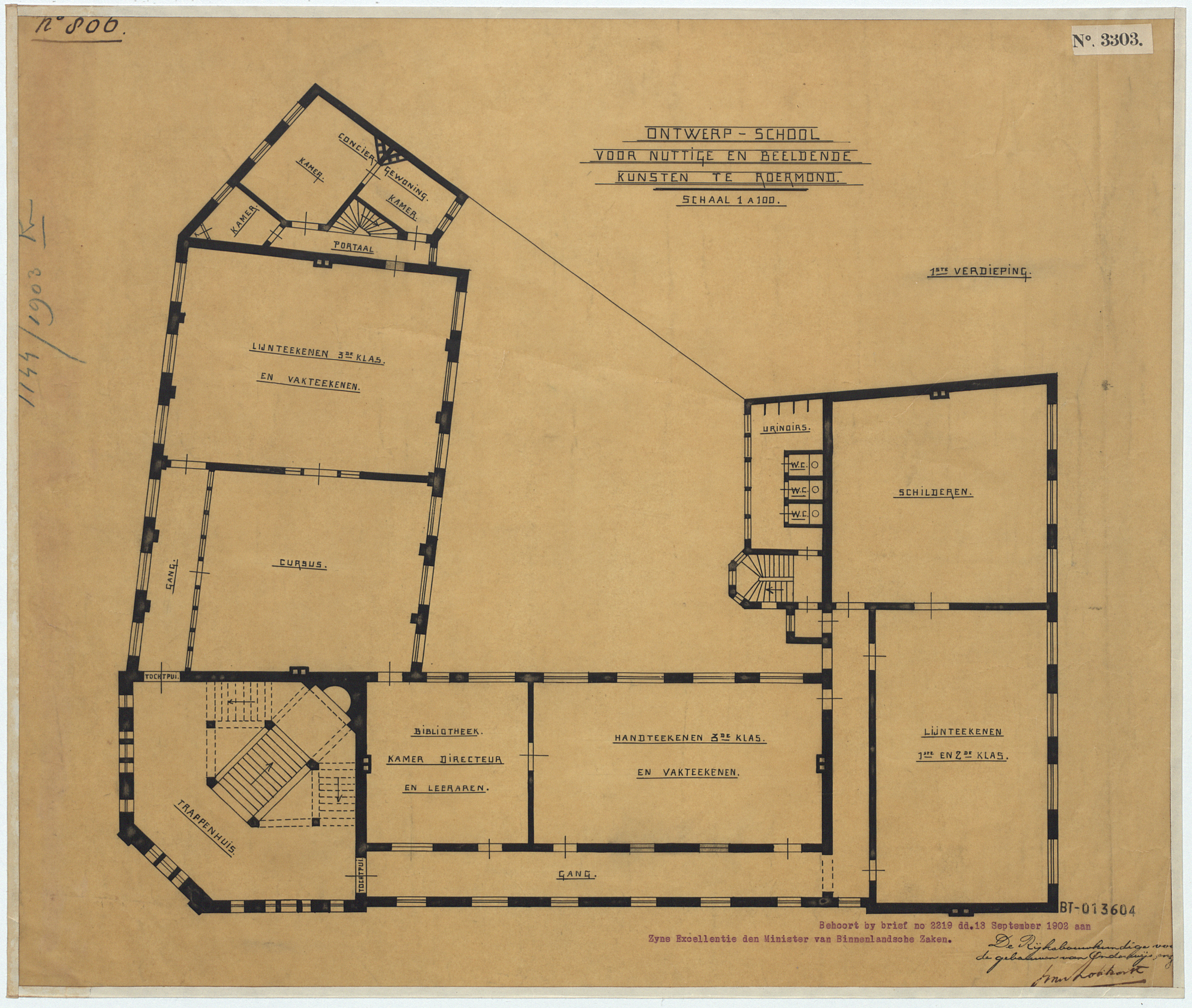
Ontwerp voor Teekenschool voor nuttige en beeldende kunsten - plattegrond eerste verdieping (1902)
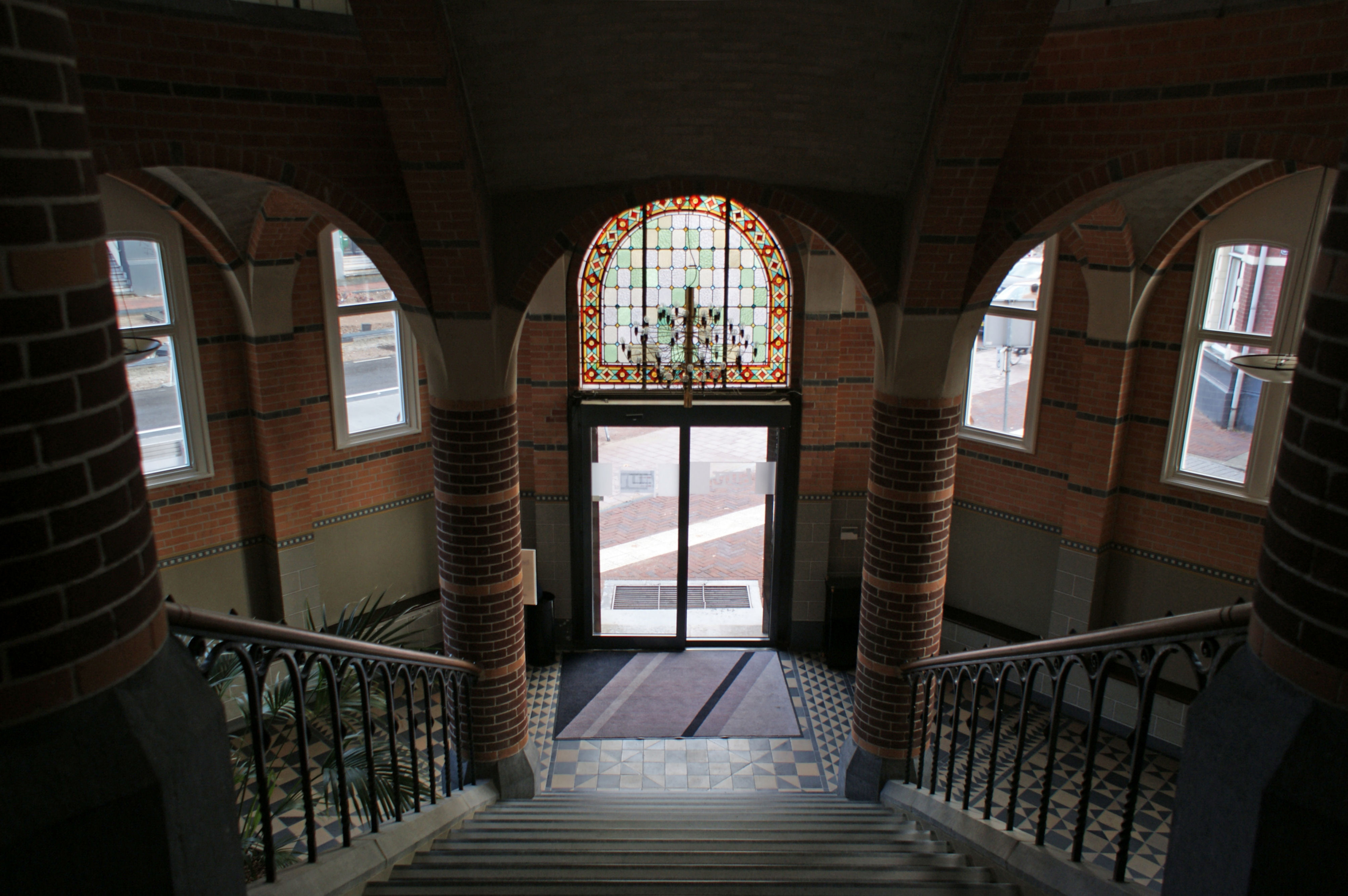
Trappenhuis
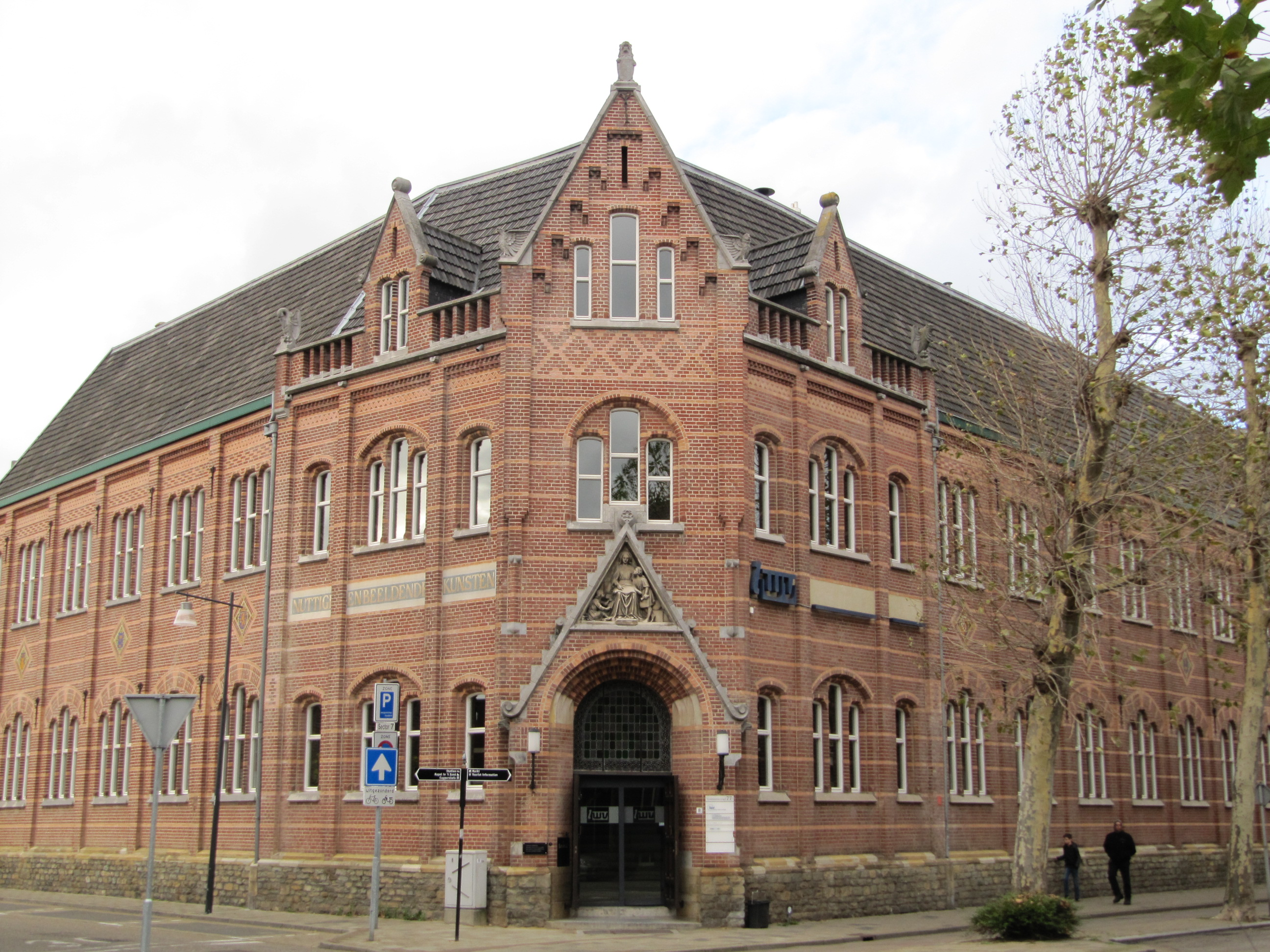
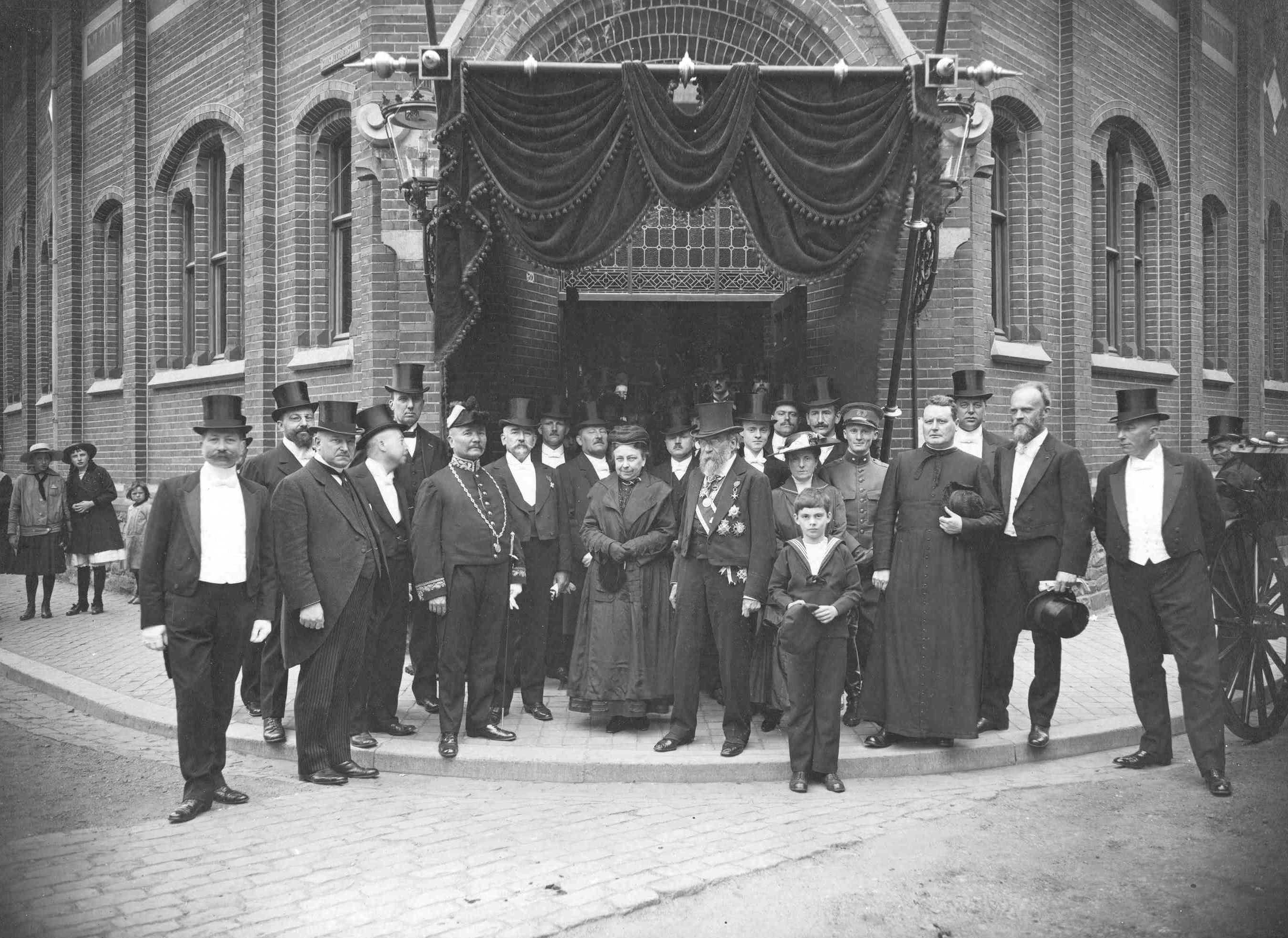
Groepportret met Dr. Cuypers in het midden voor de Teekenschool ter gelegenheid van zijn 90e verjaardag en de plaatsing van de buste.
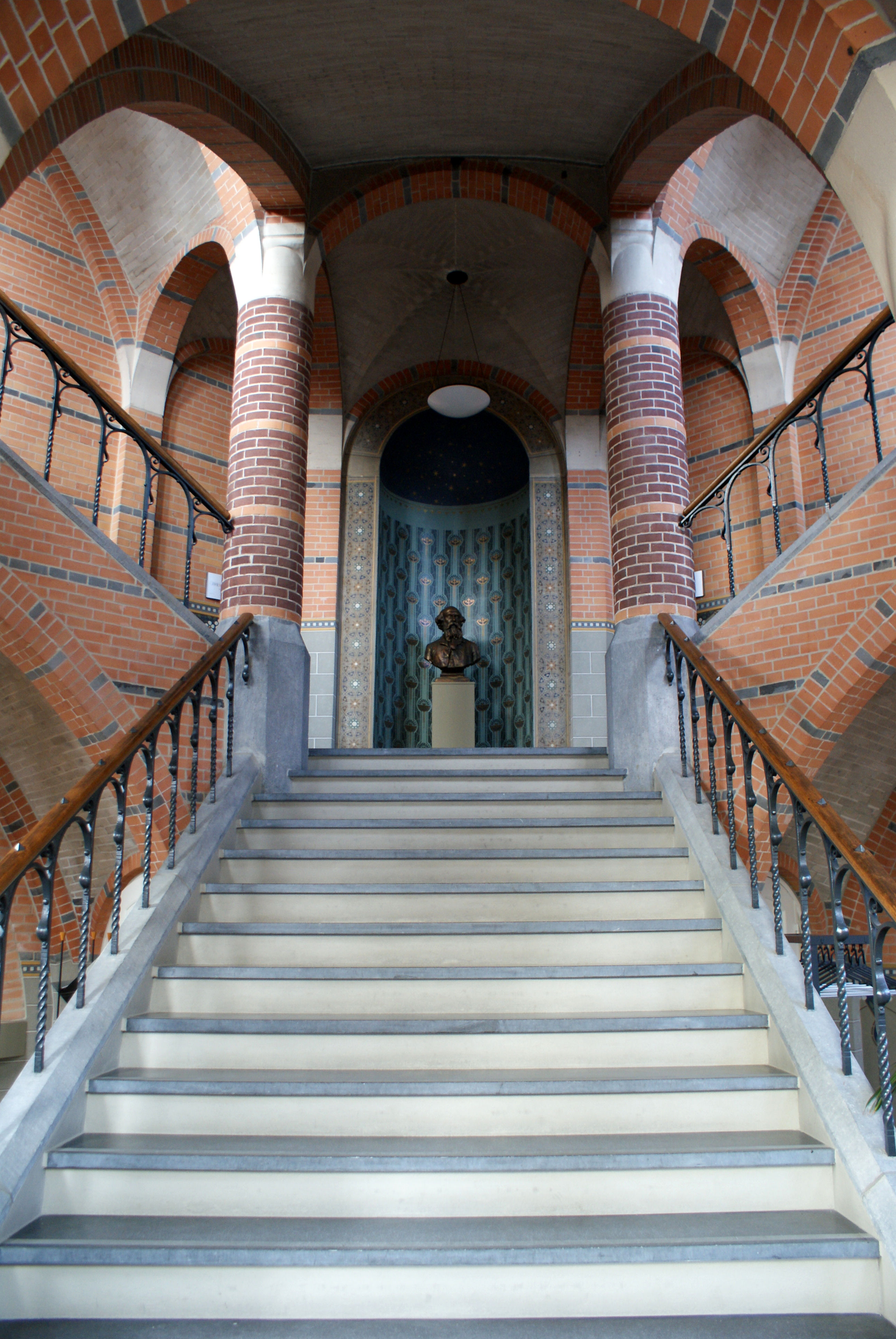
Trappenhuis met buste Dr Cuypers.
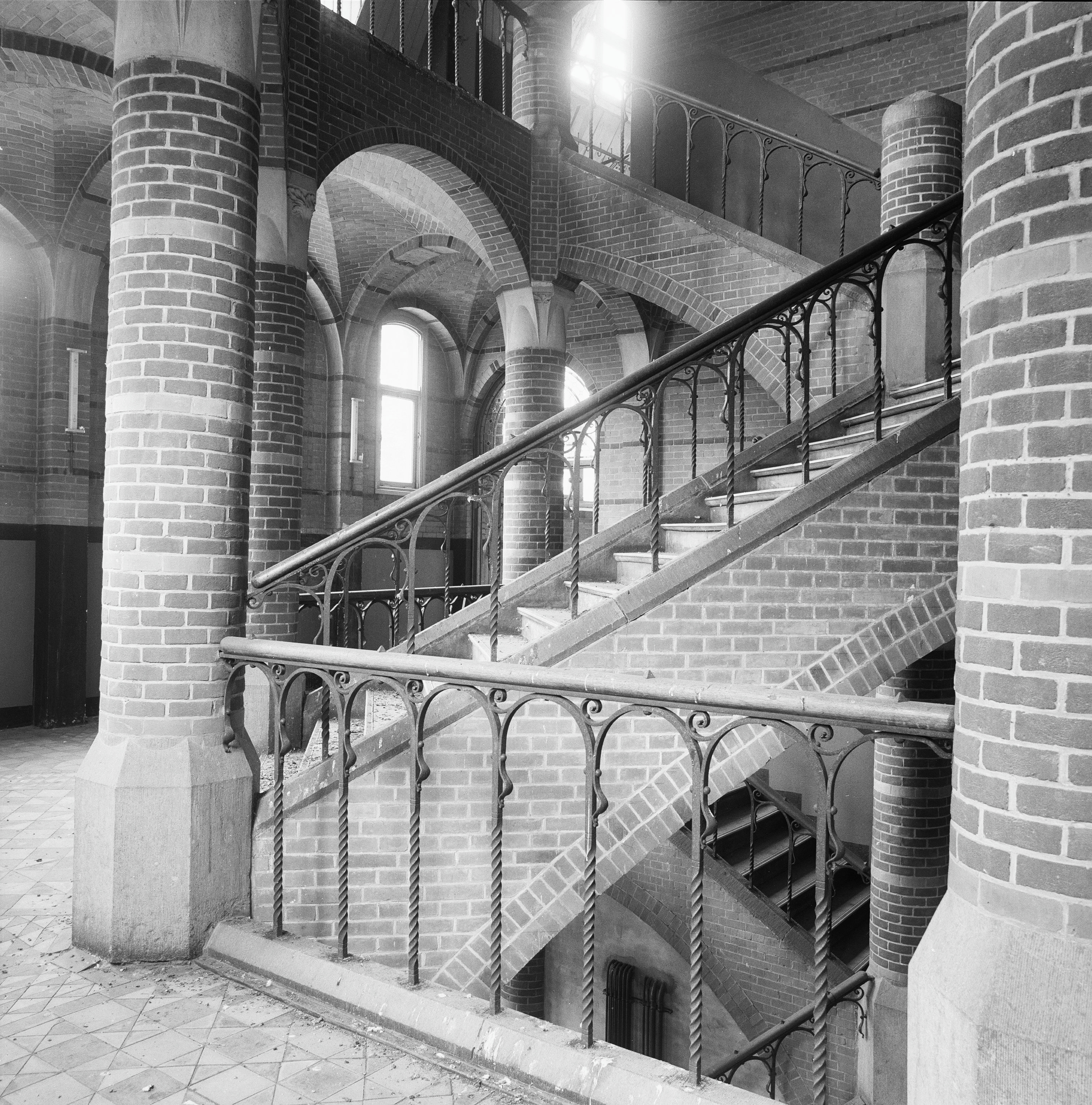
Trappenhuis
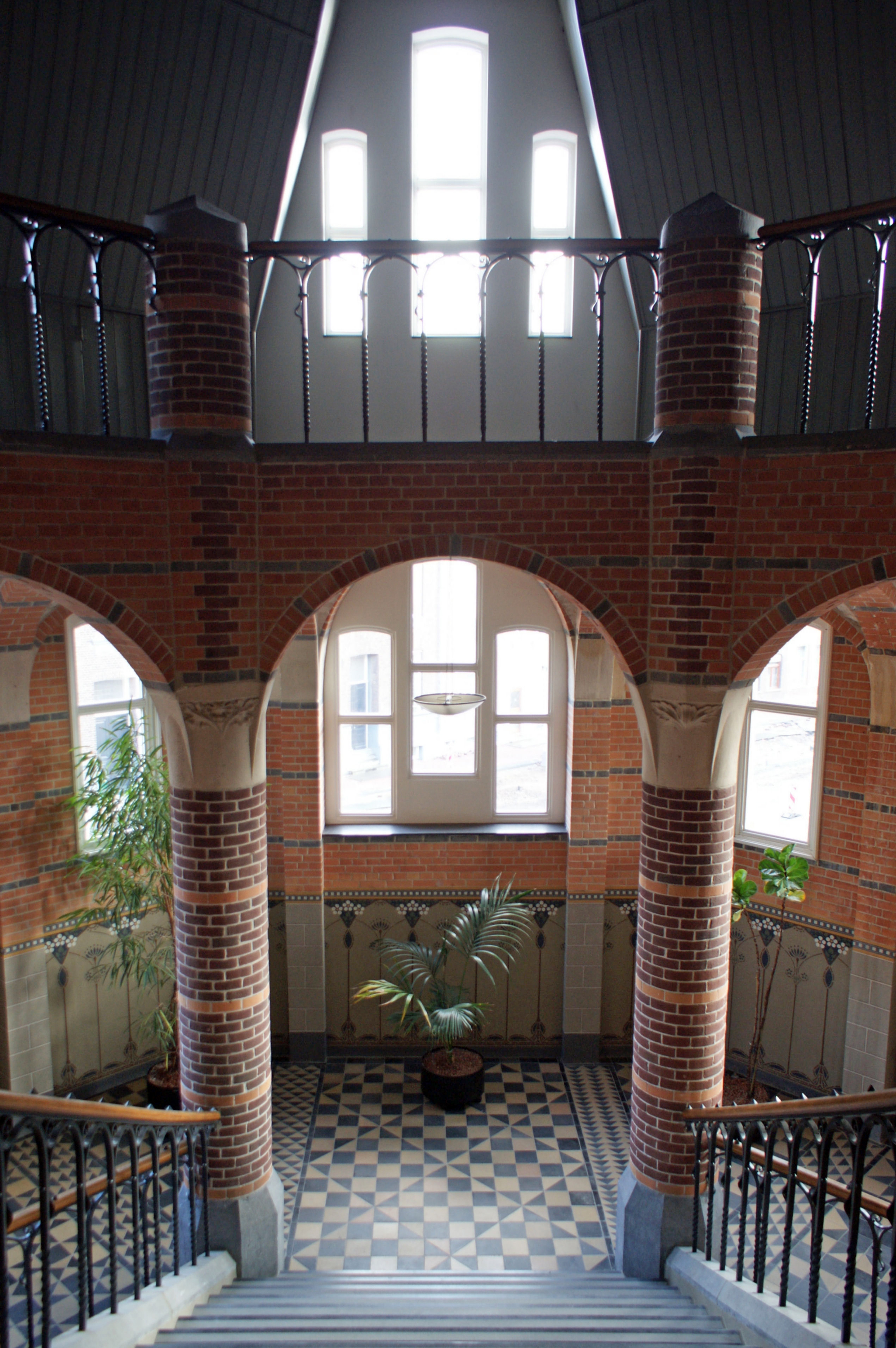
Trappenhuis Tweede verdieping